# Talca absconda
Talca absconda är en fjärilsart som beskrevs av Heimlich 1960. Talca absconda ingår i släktet Talca och familjen mätare. Inga underarter finns listade i Catalogue of Life.